# Lithaire
Lithaire ist eine Ortschaft und eine ehemalige französische Gemeinde mit 599 Einwohnern (Stand: 1. Januar 2022) im Département Manche in der Region Normandie.
Mit Wirkung vom 1. Januar 2016 wurden die früheren Gemeinden Lithaire, Coigny, Prétot-Sainte-Suzanne und Saint-Jores zu einer Commune nouvelle mit dem Namen Montsenelle zusammengelegt und haben in der neuen Gemeinde den Status einer Commune déléguée. Der Verwaltungssitz befindet sich im Ort Lithaire.

## Lage
Lithaire befindet sich auf der Halbinsel Cotentin. Nachbarorte sind Neufmesnil im Nordwesten, Varenguebec im Norden, Prétot-Sainte-Suzanne im Nordosten, Le Plessis-Lastelle im Südosten, Vesly im Süden, Mobecq im Südwesten und La Haye-du-Puits im Westen.

## Bevölkerungsentwicklung
| Jahr      | 1962 | 1968 | 1975 | 1982 | 1990 | 1999 | 2008 | 2015 |
| --------- | ---- | ---- | ---- | ---- | ---- | ---- | ---- | ---- |
| Einwohner | 692  | 627  | 572  | 569  | 534  | 519  | 556  | 568  |

## Sehenswürdigkeiten

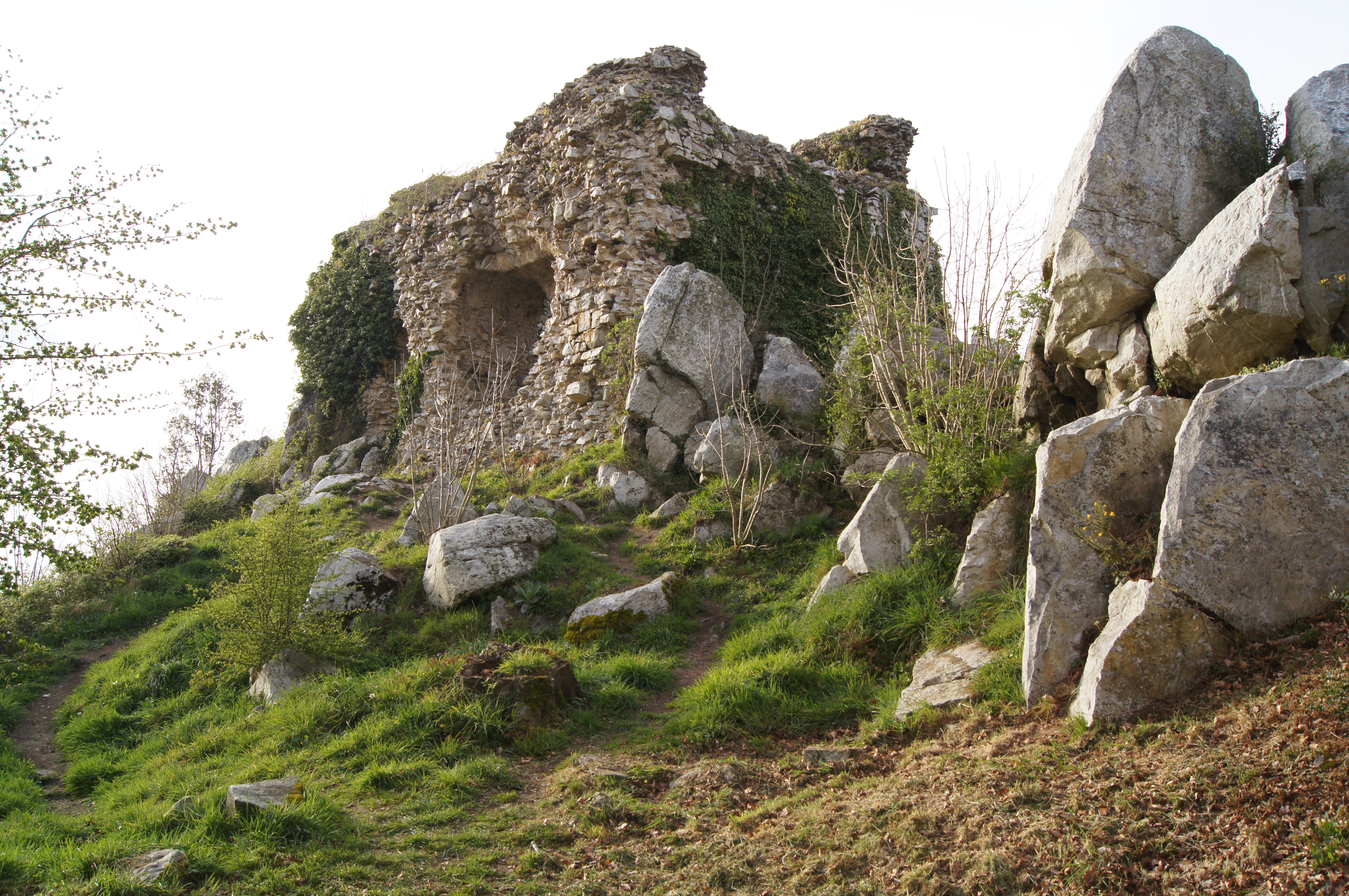
Burgruine
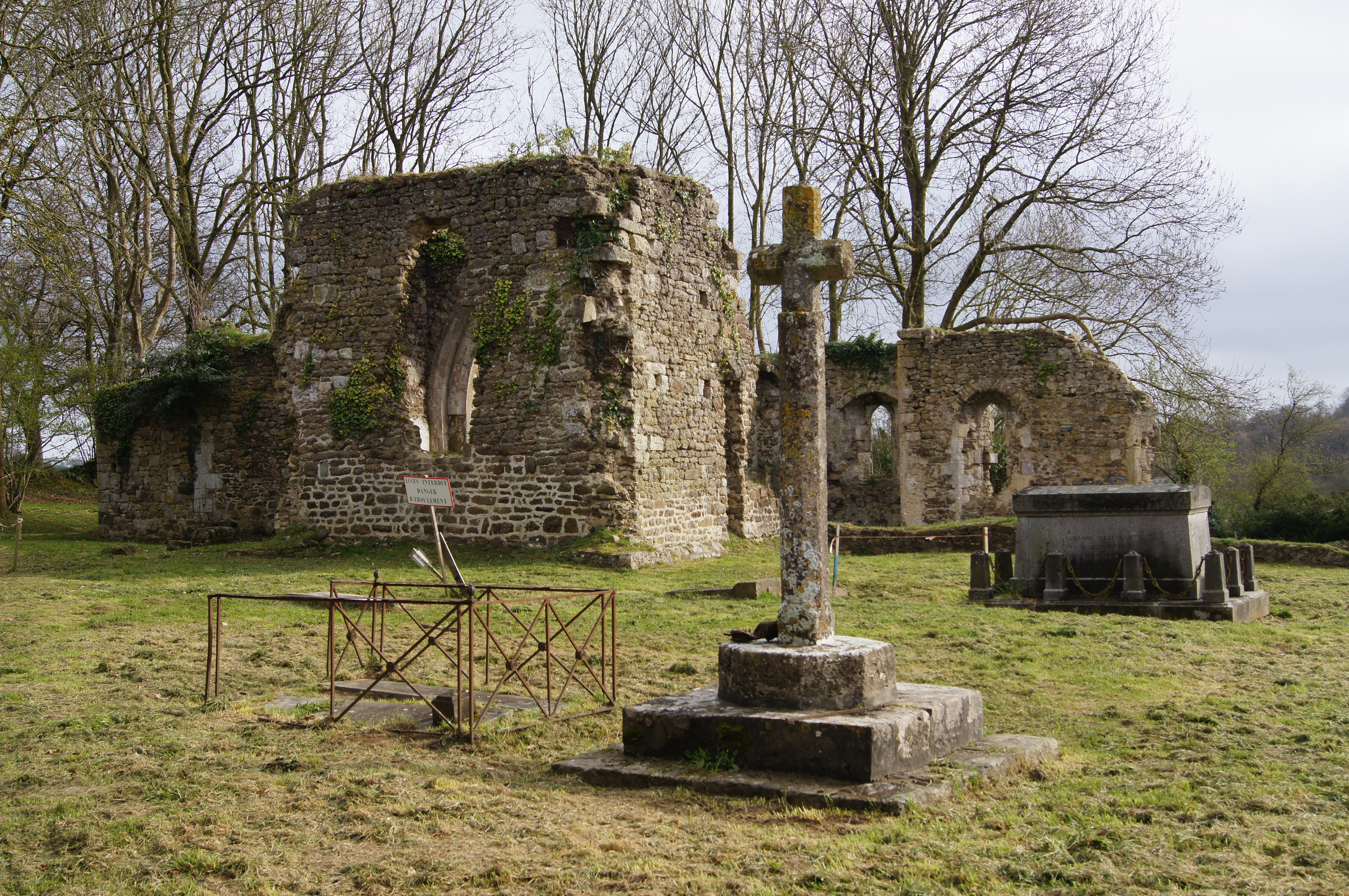
Ruine der einstigen Kirche Saint-Thomas
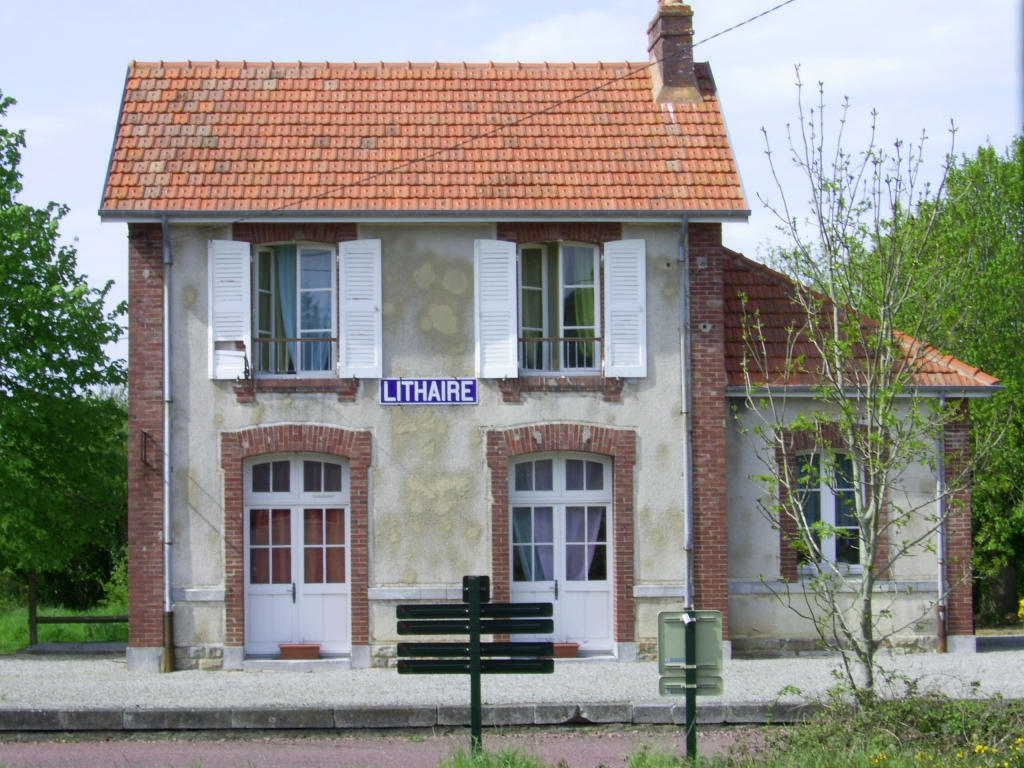
Ehemaliger Bahnhof

- Kirchenruine
- ehemaliges Bahnhofsgebäude

- Burgruine
- Ruine der einstigen Kirche Saint-Thomas
- Ehemaliger Bahnhof